# Helmut Schmidt
Helmut Heinrich Waldemar Schmidt (Hamburg, 23 december 1918 – aldaar, 10 november 2015) was een Duits politicus van de SPD, econoom en bondskanselier van Duitsland van 1974 tot 1982.

## Biografie
Van 1941 tot en met 1942 diende Schmidt als officier bij de Wehrmacht aan het oostfront. In die periode werd hij onder meer gedecoreerd met het IJzeren Kruis voor zijn inzet als pelotonscommandant bij het Beleg van Leningrad. Van 1942 tot het einde van de oorlog werd hij onder meer ingezet als officier aan het westfront en bij de verdediging van Berlijn. In 1945 vocht hij mee tijdens het Ardennenoffensief. Hij werd door het Britse leger in april 1945 krijgsgevangen genomen op de Lüneburger Heide. Tot augustus 1945 zat hij als krijgsgevangene in Vloethemveld te Zedelgem.

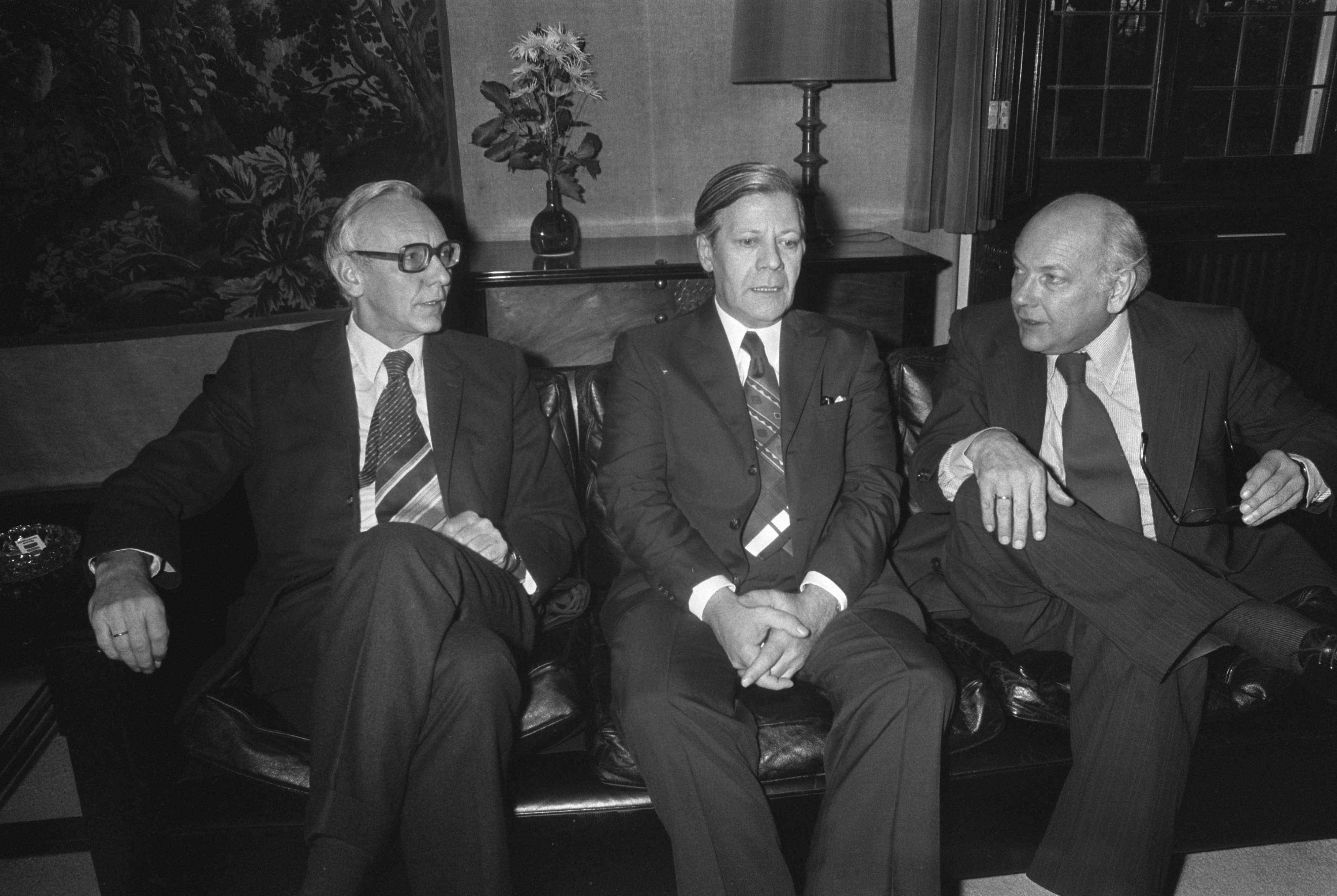
Nederlandse minister van Buitenlandse Zaken Max van der Stoel, bondskanselier Helmut Schmidt en premier van Nederland Joop den Uyl bij het Catshuis op 2 november 1974.

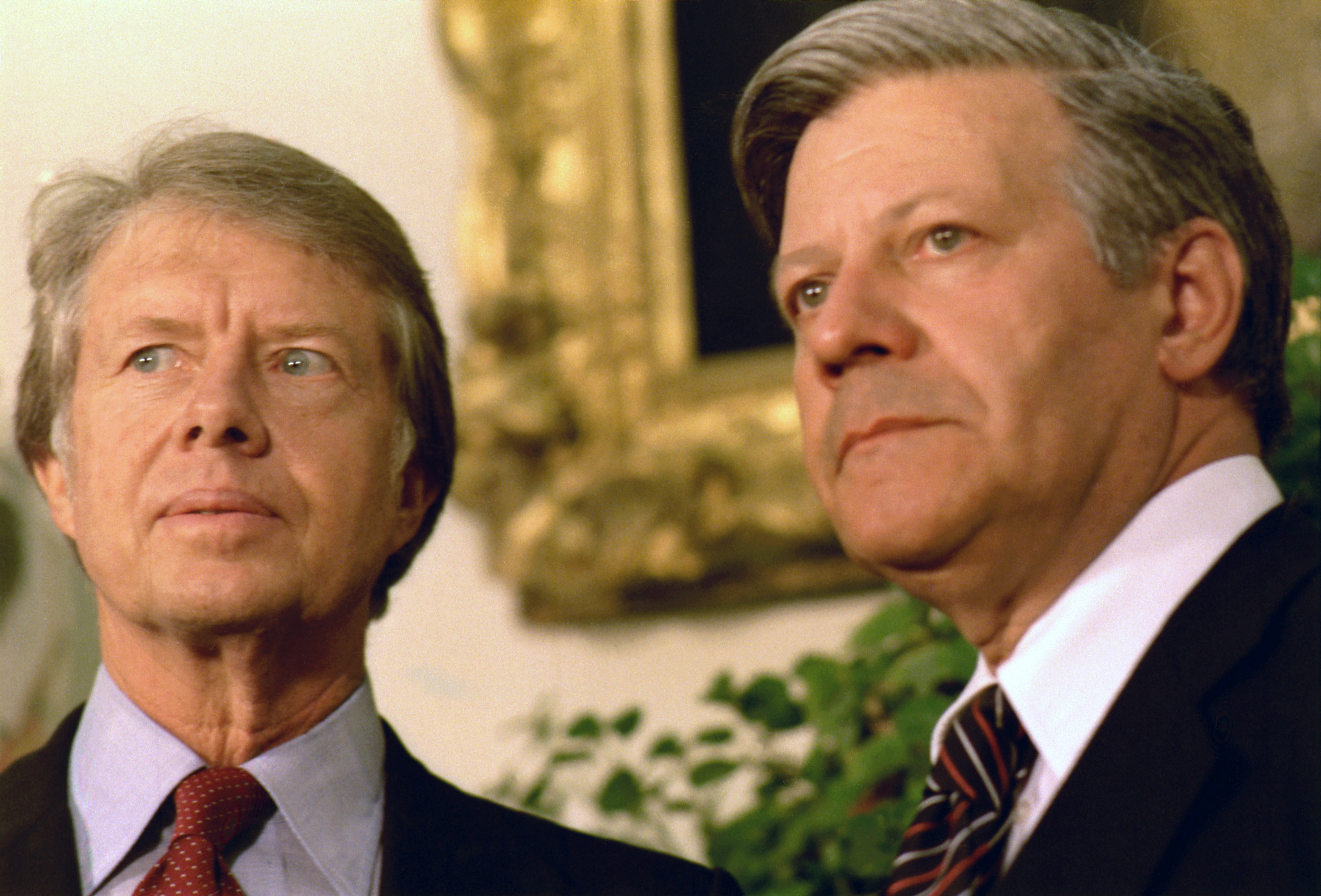
President van de Verenigde Staten Jimmy Carter en bondskanselier Helmut Schmidt op het Witte Huis op 13 juli 1977.

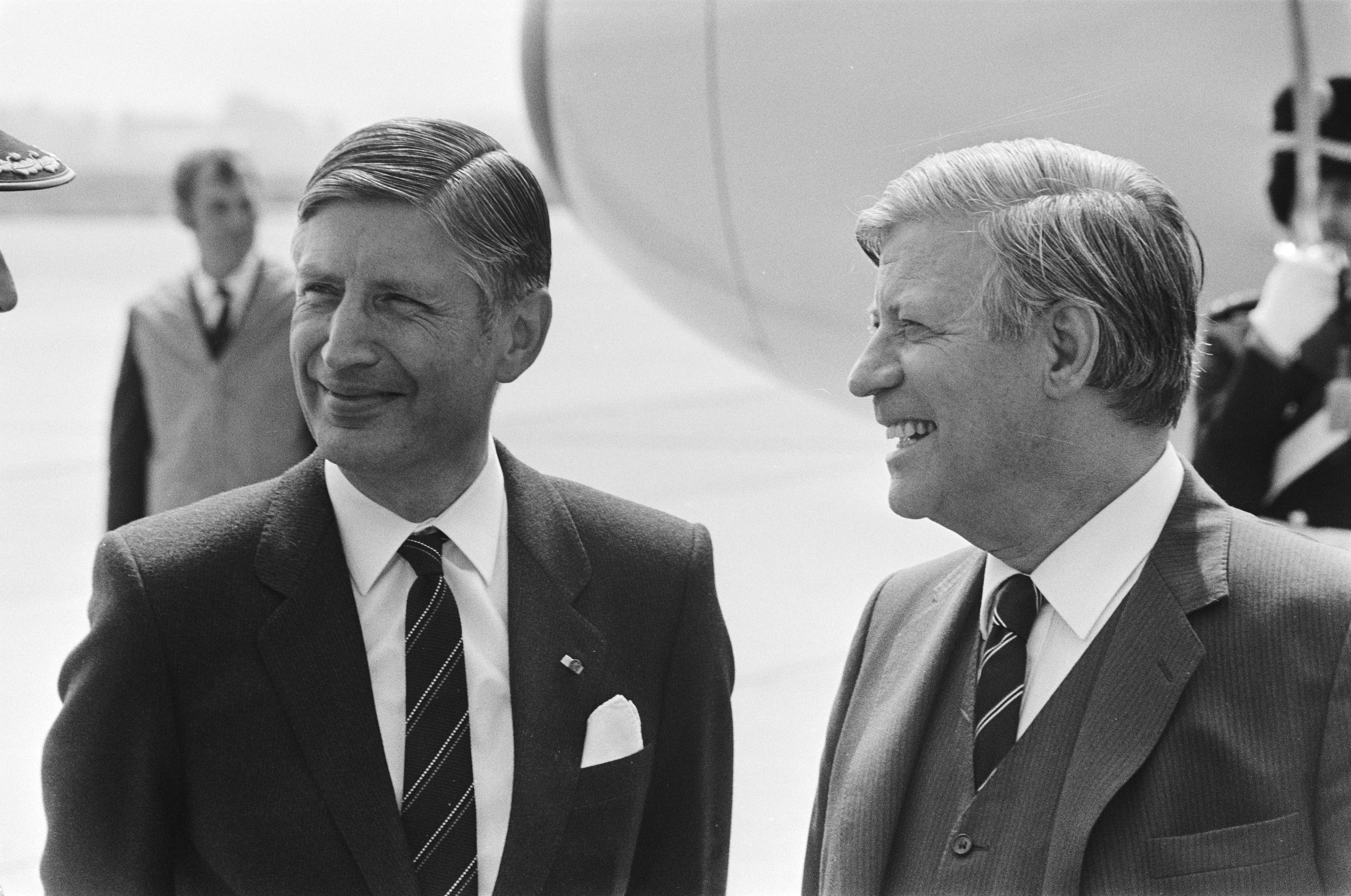
Premier van Nederland Dries van Agt en bondskanselier Helmut Schmidt op Vliegveld Valkenburg op 8 juli 1982.

Schmidt kwam in 1953 in de Bondsdag, waar hij van 1967 tot 1969 fractievoorzitter van de SPD was. Van 1958 tot 1961 zat hij eveneens in het Europees Parlement. Van 1961 tot 1965 was hij Senator in Hamburg. Daar werd hij bekend door zijn crisismanagement bij de stormvloed van 1962. Verder vervulde hij diverse ministersfuncties waaronder die van defensie (1969 - 1972), economie (1972) en financiën (1972 - 1974), alvorens hij in 1974 bondskanselier werd. Dat ambt bekleedde hij tot 1982 toen Helmut Kohl van de CDU na de zogenaamde "vliegende wissel" de nieuwe regeringsleider werd, in welke rol Kohl na aansluitende verkiezingen werd bevestigd.
Schmidts SPD regeerde samen met de liberale FDP van Hans-Dietrich Genscher. Zij zetten de onder Willy Brandt ingezette koers van toenadering tot Oost-Duitsland (Ostpolitik) voort. Ze vroegen echter ook aan de Verenigde Staten om plaatsing van kruisvluchtwapens in antwoord op de SS-20's die op West-Duits grondgebied gericht stonden.
De periode-Schmidt viel ongeveer samen met de ambtstermijn in Frankrijk van president Giscard d'Estaing. De twee konden het uitstekend samen vinden, en de "as Parijs-Bonn" in de Europese politiek functioneerde als nooit tevoren. Zij speelden weleens een spelletje schaak en hadden geen tolken nodig, omdat beiden vloeiend Engels spraken.
In 1977 kwam de Bondsrepubliek in een crisis terecht door het opgelaaide geweld van de Rote Armee Fraktion, waarbij in april Siegfried Buback, de procureur-generaal bij het Bundesgerichtshof, met twee anderen op straat vermoord werd en waarbij in juli de directeur van de Dresdner Bank, Jürgen Ponto, tijdens een poging tot ontvoering om het leven kwam. Vervolgens werd Hanns-Martin Schleyer, de voorzitter van de Duitse werkgeversvereniging, ontvoerd met de bedoeling om gevangen RAF-leden vrij te krijgen. Hun Palestijnse bondgenoten van de PFLP kaapten een Boeing van Lufthansa en dwongen die naar Mogadishu te vliegen. Schmidt liet de Duitse elite-eenheid GSG 9 het vliegtuig bestormen, waarbij de passagiers werden bevrijd. Enkele uren later werden Andreas Baader en de zijnen dood in hun cellen gevonden: zij hadden zelfmoord gepleegd. Daags hierna werd Schleyer vermoord teruggevonden. Al deze gebeurtenissen staan bekend als de Duitse Herfst.
"Schmidt-Schnauze", zoals Helmut Schmidt genoemd werd, voerde een sober en realistisch financieel-economisch beleid. In de jaren '70 leidde dat tot goede resultaten. Na de verkiezingen van 1979, die door de FDP waren gewonnen, nam de liberale invloed toe en kwamen er spanningen in de coalitie. In 1982 ruilde de FDP de SPD als regeerpartner in voor de CDU.
In 1983 ontving Schmidt een eredoctoraat aan de Katholieke Universiteit Leuven. Sinds 1983 was Helmut Schmidt als "Herausgeber" verbonden aan het weekblad Die Zeit. In 2008 verscheen zijn autobiografische boek Außer Dienst.
Helmut Schmidt overleed op 10 november 2015 op 96-jarige leeftijd in zijn geboorteplaats Hamburg aan complicaties van een trombose in zijn been, een aandoening die hij eerder in september van dat jaar had opgelopen.

## Onderscheidingen
1988: Four Freedoms Award Freedom Medal

## Bijzonderheden
- Helmut Schmidt was behalve politicus ook een verdienstelijk pianist. Hij was in staat het Eerste pianoconcert van Tsjaikovski te spelen en hij soleerde naast Justus Franz en Christoph Eschenbach in het Concert voor drie piano's van Mozart. Met hen beiden en Gerhard Oppitz maakte hij een plaatopname van het Concert voor vier piano's van Bach.
- Helmut Schmidt was ondanks zijn hoge leeftijd tot zijn overlijden een verwoed kettingroker.[2] Partijgenoot en kandidaat-kanselier Peer Steinbrück onthulde in 2013 dat Schmidt uit voorzorg een voorraad van 38.000 mentholsigaretten had aangelegd, uit vrees voor een verbod van deze sigaretten door de Europese Unie.[3]
- In navolging van zijn overlijden in 2015 heeft de stad Hamburg ervoor gekozen hem te eren, door de naam van de luchthaven van de stad te wijzigen. De naam is definitief naar Hamburg Airport Helmut Schmidt gewijzigd in 2016.

- Bibsys: 90663456
- Biblioteca Nacional de España: XX1127518
- Bibliothèque nationale de France: cb11924022j (data)
- Catàleg d'autoritats de noms i títols de Catalunya: 981058608333006706
- CiNii: DA00644400
- Gemeinsame Normdatei: 118608819
- International Standard Name Identifier: 0000 0001 0870 0958
- Library of Congress Control Number: n50006770
- Nationale Bibliotheek van Letland: 000061317
- MusicBrainz: 38d388d7-8a32-4ac0-be9f-9f5bd6d39305
- National Archives and Records Administration: 10582374
- Bibliotheek van het Japanse parlement: 00474593
- Nationale Bibliotheek van Tsjechië: jn20000701608
- Nationale bibliotheek van Australië: 36522756
- Nationale Bibliotheek van Israël: 987007310424305171
- Nationale Bibliotheek van Polen: a0000001175296
- Nederlandse Thesaurus van Auteursnamen: 068401264
- Istituto Centrale per il Catalogo Unico: CFIV084163
- LIBRIS: 282625
- SNAC: w6v9921c
- Système universitaire de documentation: 027126854
- Trove: 1271078
- Virtual International Authority File: 12314986
- WorldCat: E39PBJvtbmc89PGXJMt4hFhT73

Adenauer (1949–1963) ·
Erhard (1963–1966) ·
Kiesinger (1966–1969) ·
Brandt (1969–1974) ·
Scheel (1974) ·
Schmidt (1974–1982) · 
Kohl (1982–1998) ·
Schröder (1998–2005) ·
Merkel (2005–2021) ·
Scholz (2021–heden)